# 加爾瓦龍屬
加爾瓦龍屬（學名：Galveosaurus）是種圖里亞龍類恐龍，生存於白堊紀早期。化石發現於西班牙阿拉貢自治區特魯埃爾省的加爾瓦村，並以此地為名。種名是以化石發現者荷西·瑪莉亞·艾雷若（José María Herrero）為名。

## 分類歷史
加爾瓦龍的命名過程並不像其他恐龍一樣順利。加爾瓦龍的正模標本由兩群科學家同時分別地研究、公佈，而他們沒有察覺到有另一批科學家正在做同樣的研究。
模式種是艾氏加爾瓦龍（Galveosaurus herreroi），是由Bárbara Sánchez-Hernández根據架設於加爾瓦古生物博物館的標本，而在2005年8月公佈敘述。同一年7月，Barco等人公佈了一份蜥腳類恐龍研究，將同一個標本命名為艾氏加爾瓦龍（Galvesaurus herreroi），並刊登在12月份的期刊《Naturaleza Aragonesa》上；與前者不同的是，Barco等人的命名少了一個"o"。如果這個日期正確，加爾瓦龍應以Barco等人的名稱為準。但在2006年，Sánchez-Hernández根據國際動物命名法規，指出應該以研究公佈在期刊的日期為準。因此，Sánchez-Hernández成為被採納的有效名稱。

## 外部連結
- Eusauropoda